# Rapana
Genre
Rapana est un genre de mollusques gastéropodes de la famille des Muricidae, sous-famille des Rapaninae.

## Historique et dénomination
Le genre Rapana a été décrit par le naturaliste allemand Heinrich Christian Friedrich Schumacher en 1817.

## Taxinomie
Selon World Register of Marine Species (19 avril 2016) :
- Rapana bezoar (Linnaeus, 1767) ;
- Rapana pellucida Bozzetti, 2008 ;
- Rapana rapiformis (Born, 1778) ;
- Rapana venosa (Valenciennes, 1846).

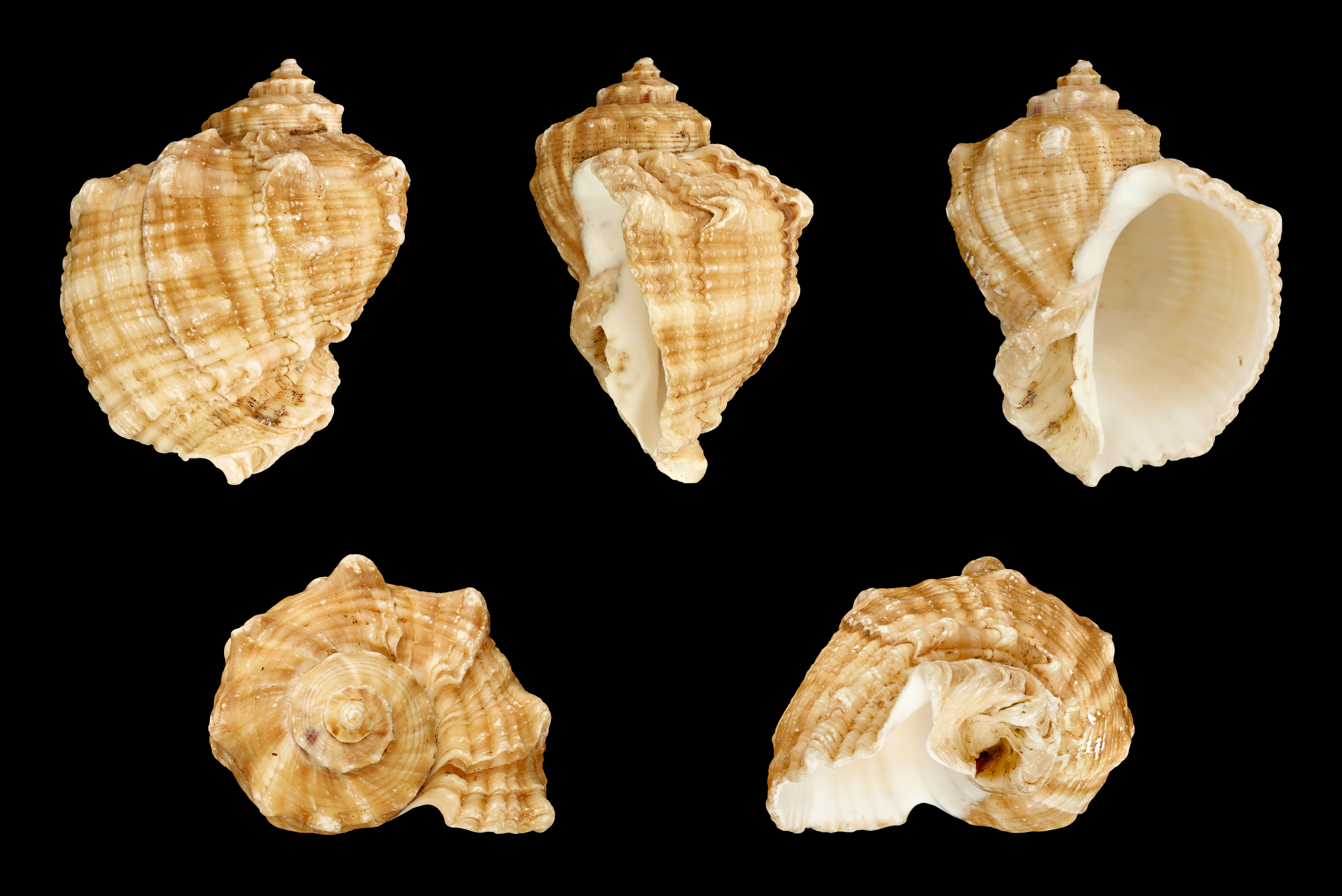
Rapana bezoar.
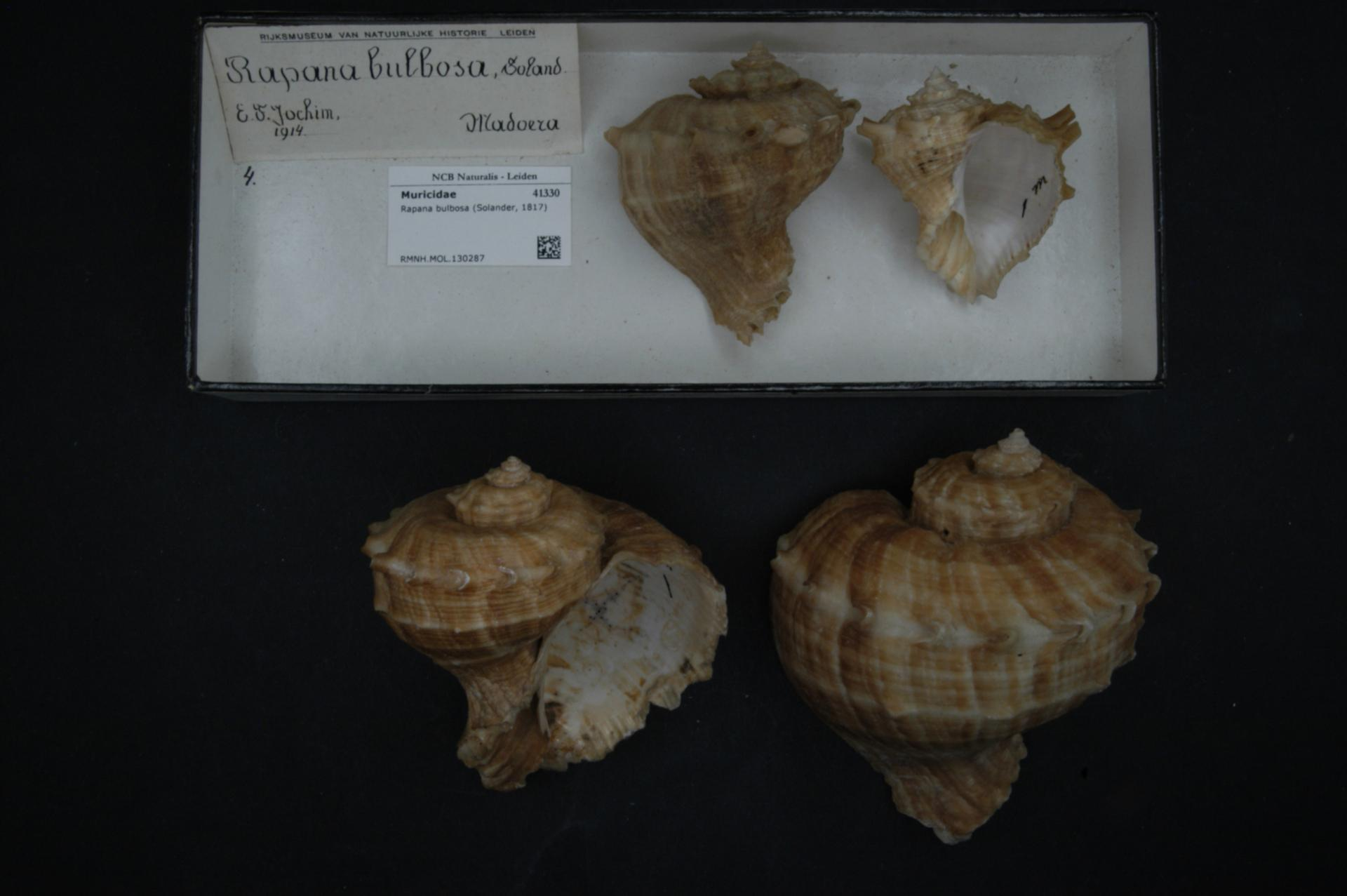
Rapana bulbosa.
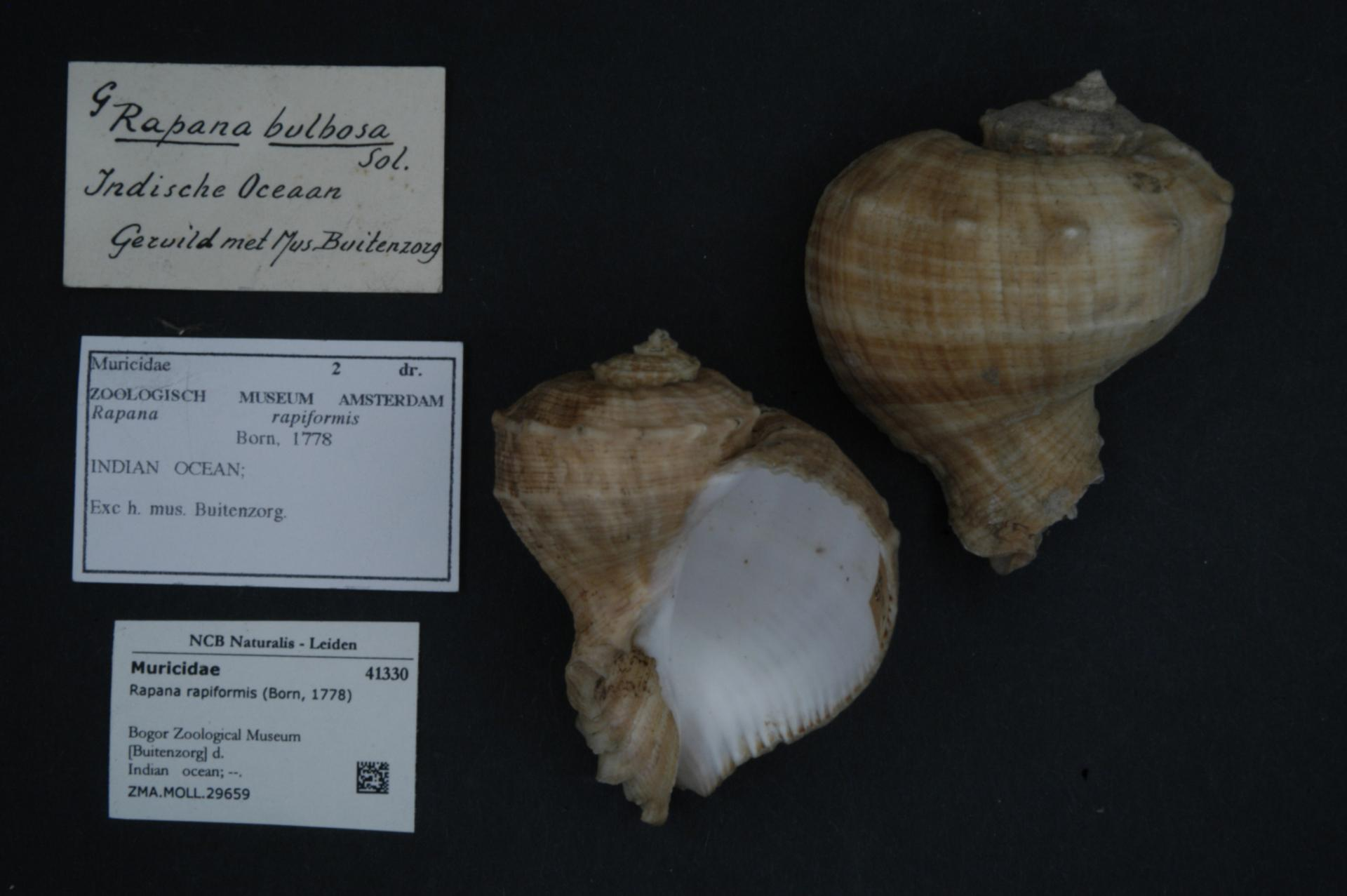
Rapana rapiformis.
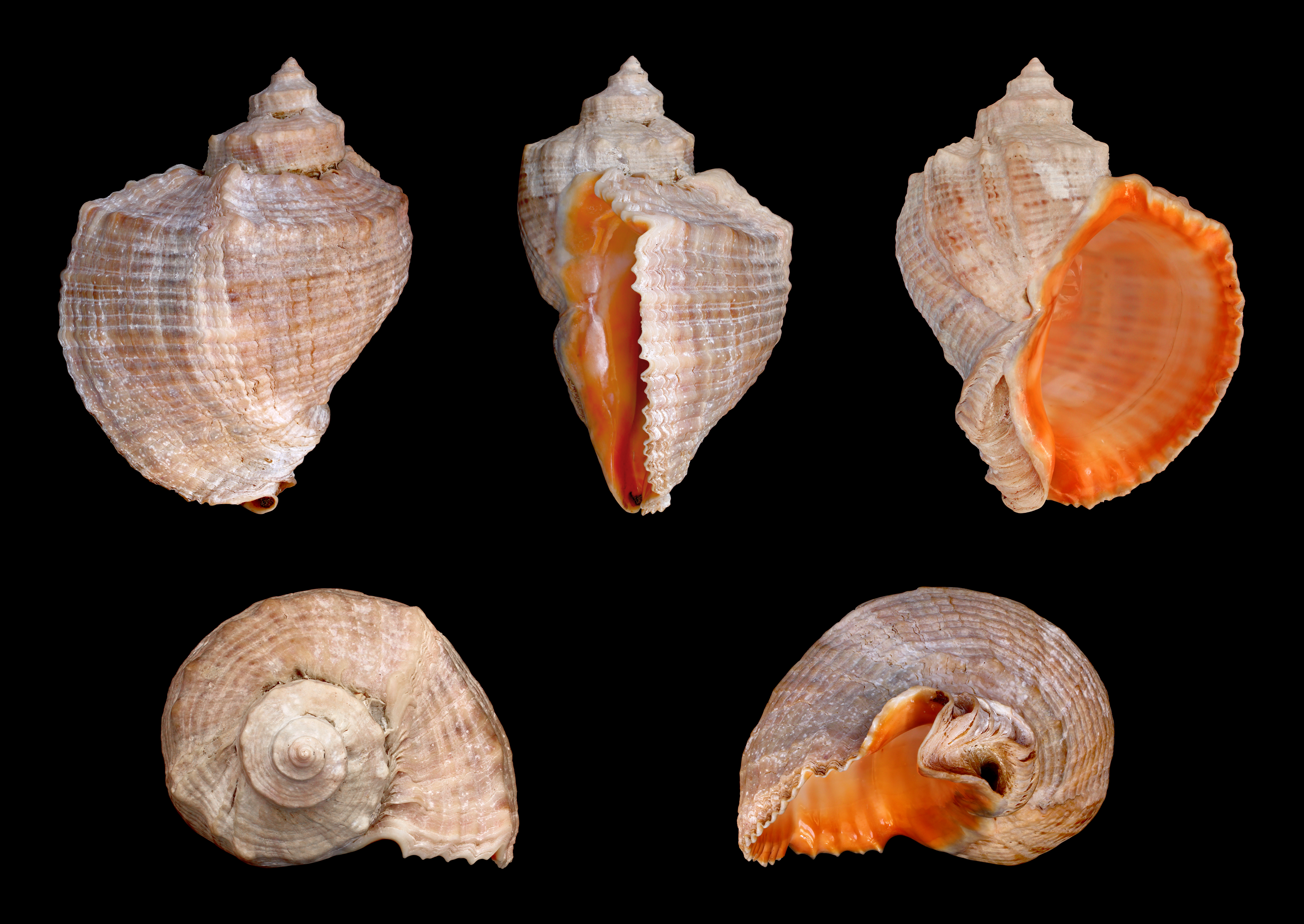
Rapana venosa.